# Коллер, Александр фон

Александр фон Коллер (нем. Alexander Freiherr von Koller, 3 июня 1813 — 29 мая 1890) — австрийский и австро-венгерский военачальник, военный министр Австро-Венгрии в 1874—1876. Генерал кавалерии. Барон.

## Биография
Сын Франца фон Коллера, фельдмаршал-лейтенанта австрийской службы, удостоенного в 1809 году наследственного баронского титула.
Александр фон Коллер начал военную службу гусаром, замещал различные офицерские должности. В 1848 году в качестве офицера по особым поручениям принимал участие в подавлении революции в Италии. Принимал участие в боях при Соммакомпанье, Салицоне, в битве при Кустоце. В 1849 отличился в сражениях при Сан-Сиро и Гамболо.
Во время Австро-итало французской войны 1859 года отмечен рыцарским крестом Ордена Леопольда; во время Австро-прусско-итальянской войны 1866 — Ордена Железной короны II класса. Получил чин фельдмаршал-лейтенанта. Командовал 5-м кирасирским полком, носившим имя Николая I. С 1868 года — штатгальтер Богемии. В дальнейшем за заслуги перед государством удостоен Ордена Железной короны I класса, назначен членом Тайного совета.
С 1871 года — вновь штатгальтер и откомандированный генерал в Богемии. Удостоен Большого креста ордена Леопольда. В 1873 году получил чин генерала кавалерии.
В 1874—1876 годах занимал пост общеимперского военного министра. В 1876 году покинул государственную службу, награждён Большим крестом Ордена Святого Стефана. Назначен пожизненным членом Палаты господ (Heerenhaus) Рейхсрата, почетным капитаном телохранителей лейб-гвардии (k.k. Erste Arcièren-Leibgarde). Избран почетным гражданином нескольких поселений в Богемии.
29 мая 1890 умер после тяжелой и продолжительной болезни.